# نيكولا كوربورشين
نيكولا كوربورشين (بالإنجليزية: Nikola Corporation)‏ هي شركة أمريكية أعلنت عن عدة سيارات مبتكرة نظيفة منذ 2016 ولديها خطط لأنتاجهم في المستقبل.يقع مقر الشركة في فينيكس،أريزونا. سميت الشركة نسبة لنيكولا تسلا.
في سبتمبر 2020،أصبحت الشركة رهن التحقيق من قبل هيئة الأوراق المالية والبورصات الأمريكية ووزارة العدل الأمريكية بتهمة الاحتيال.